# Delgany
Delgany (Iers: Deilgne) is een plaats in het Ierse graafschap Wicklow. De plaats telt 2988 inwoners.